# Петрухин, Алексей Алексеевич
Алексей Алексеевич Петрухин (род. 12 марта 1973, Щёлково, Московская область) — российский киноактёр, кинорежиссёр, сценарист, продюсер и писатель. Известен как продюсер фильма «Вий», самого кассового российского фильма 2014 года.

## Биография
Родился 12 марта 1973 года в Московской области.
После школы поступил в Российскую государственную академию физической культуры, которую окончил по экспериментальному направлению «Экономика и управление в спорте». В течение 10 лет работал охранником в ЧОП. В 2002 году окончил Московский государственный юридический университет МВД России. Это стало вторым высшим образованием. В 2005 году присуждена учёная степень кандидата юридических наук в ВНИИ МВД РФ.
В 2002 году создал компанию «РОСПО-Фильм», которая позже была переименована в Кинокомпанию «Русская Фильм Группа». В 2002 году РОСПО получила благодарность от президента России В. В. Путина.
30 марта 2006 года награждён Патриархом Московским и всея Руси Алексием II Орденом Русской православной церкви Св. Бл. Князя Даниила Московского III степени за строительство храма св. Алексия Человека Божьего и как ктитора храмового комплекса св. блаженной Ксении Петербуржской.
В 2007 и 2008 годах решением Высшего совета Национальной ассоциации объединений офицеров запаса Вооружённых сил (МЕГАПИР) за большой вклад в укрепление могущества и славы России Алексей А. Петрухин был дважды удостоен звания лауреата Форума «Общественное признание».
В 2010 году награждён Патриархом Московским и всея Руси Кириллом медалью РПЦ преподобного Андрея Рублёва II степени за участие в восстановление собора Святой Троицы.
С 2009 по 2011 год являлся советником руководителя Федеральной Службы Росохранкультуры. За высокий профессионализм и достигнутые успехи в области охраны и сохранения культурного наследия России в конце 2010 года награждён медалью Министерства культуры Российской Федерации.
В 2011 году стал лауреатом международной премии «Элита национальной экономики» как руководитель Кинокомпании «РФГ». Награждён медалью «За развитие предпринимательства».
В декабре 2013 года в Монако получил диплом «Best producer» за участие в создании международной картины «Shoes», которая была номинирована на Премию «Оскар» за 2013 год. Фильм «Туфельки» (реж. К. Фам) отмечен призами крупнейших международных фестивалей таких, как: Гран-при 8-го международного фестиваля «Империя» (Италия), главный приз в категории «Профессионалы» Фестиваля «Встречи на Вятке», приз Международного кинофестиваля «Золотой абрикос»-2012 (Ереван), XX Юбилейного фестиваля «Святая Анна», Фестиваля Atlanta Jewish Film Festival, XXI Международного фестиваля кино стран СНГ, Латвии, Литвы и Эстонии «Киношок»-2012, 28-го международного кинофестиваля в Хайфе и многих других.
На XVIII церемонии вручения профессиональной премии по итогам года в кинобизнесе «Блокбастер» фильм «Вий» 3D, продюсером которого является А. А. Петрухин, признан самым кассовым отечественным фильмом 2014 года. Также А. А. Петрухин получил главный приз в номинации «Продюсер года».
В 2015 году руководящий состав Кинокомпании был отмечен премией «Лучшая бизнес-команда 2015» за неоценимый вклад в экономическое развитие предприятия. Кинопродюсер Алексей А. Петрухин был удостоен звания Истинного капитана бизнеса, ему был вручён Штурвал капитана. Награда учреждена лично капитаном и знаменитым путешественником Фёдором Конюховым.
По итогам кинематографического 2018 года Гильдия продюсеров и организаторов кинопроцесса Союза кинематографистов России вручила Алексею приз «Продюсер года» в номинации «Организатор кинопроцесса» — «За организацию кинопроцесса, поддержку и развитие киноиндустрии в регионах Российской Федерации».
Женат на актрисе Анне Чуриной с 2005 года, в этом браке родилась дочь Ксения.
В 2022 году поддержал вторжение России на Украину.

## Кинокарьера
В качестве продюсера кинокомпании «Русская Фильм Группа» выпустил ряд успешных и кассовых картин. Первым пробным проектом компании стал выпуск документального фильма «Панкратион», в котором были собраны лучшие бои Чемпионата мира по панкратиону, боям без правил, организованного дочерней компанией «РОСПО-Интерспорт». Фильм был выпущен на DVD, а также продан на ведущие спортивные телеканалы. Следующей работой кинокомпании «РФГ» стал фильм «Криминальное танго», выпущенный совместно с компанией «S.D. Cinema Park».
Дальнейшая фильмография кинокомпании включает следующие картины: «Сматывай удочки» (2004), «Последний искатель» (2006), «Сдвиг» (2006), «Снег тает не навсегда» (2009), «Чужая куча» (полнометражный мультфильм), «Быть или не быть» (2011), «Туфельки» (2012), «Вий» 3D (2014), «Училка» (2015), «Путешествие в Китай» 3D (2016). Также реализовано несколько арт-хаусных проектов, сняты короткометражные фильмы, которые с успехом прошли на различных кинофестивалях.
С 2007 по 2014 годы все силы кинокомпании были сосредоточены на создании фильма «Вий» 3D по повести Н. В. Гоголя. Картина «Вий» 3D, стартовавшая в прокате 30 января 2014 года, в первый же день побила все рекорды по сборам не только среди отечественных, но и западных релизов. За первый уикенд картина собрала 607 993 385 рублей в 1030 кинотеатрах, и стала новым рекордом дебютных сборов для российских фильмов. Общие сборы фильма «Вий» 3D в России составили 1 211 101 000 руб. По Украине и Прибалтике картина собрала ещё 181 937 500 рублей. Фильм прочно удерживал лидерство в прокате на протяжении трёх недель, заслужив положительные отзывы зрителей и кинокритиков. При затратах 26 млн долларов собрал в мировом прокате 39 млн и стал самым успешным кинорелизом России в 2014 году.
В планах кинокомпании «РФГ» производство сразу нескольких патриотически ориентированных проектов: съёмки крупномасштабного исторического фильма «Варяг» 3D, исторической драмы «Яков. Сын Сталина», «Феникс», «Мужской сезон-2», «Испытание».
В 2011 году А. А. Петрухин выступил в качестве режиссёра, его дебютная работа получила название «Быть или не быть». Фильм снят за рекордные 2,5 дня. Премьерный показ фильма «Быть или не быть» состоялся в рамках 33-го Московского международного кинофестиваля в программе российского кино. Также картина стала участником конкурсной программы IV Всероссийского кинофестиваля актёров-режиссёров «Золотой Феникс» в Смоленске, конкурсной программы IV Международного кинофестиваля «Восток & Запад. Классика и Авангард», IV Международного фестиваля театра и кино в Ярославле.
Второй фильм, поставленный Алексеем Петрухиным, «Училка», с успехом был показан на XXIII кинофестивале «Окно в Европу» в Выборге. Фильм был награждён призом «Золотая ладья» за первое место в программе «Выборгский счёт», а исполнительница главной роли Ирина Купченко получила Главный приз фестиваля. Фильм также стал победителем по результатам зрительского голосования.
В 2017 году Алексей Петрухин в качестве режиссёра снял картину «Последнее испытание», где затронул одну из самых болезненных тем современного общества — проблему терроризма. Главные роли в фильме исполнили Ирина Купченко, Анна Чурина и Андрей Мерзликин. По словам Алексея, сценарий для фильма был написан ещё в 2005 году, после «Норд-Оста». После успеха фильма «Училка» стало понятно, что аудитории нужны ленты на острые социальные темы. Прямых аналогий с событиями на Дубровке нет, все названия изменены, но сценарий основан на реальных событиях. Создатели фильма консультировались и с заложниками, и с участниками операции по освобождению, чтобы показать фатальные сцены максимально корректно. Лента была выбрана фильмом открытия фестиваля «Короче» и тепло принята зрителями.
Масштабный проект «Тайна Печати дракона», спродюсированный Алексеем Петрухиным, ещё на этапе съёмочного периода обратил на себя внимание со стороны зрителей и критиков со всего мира. Впервые в российской ленте снялась плеяда актёров мировой величины — Джеки Чан и Арнольд Шварценеггер, Рутгер Хауэр, Чарльз Дэнс, Джейсон Флеминг, а сам фильм стал первым опытом совместного производства с Китаем. С китайской стороны в качестве партнёра выступила крупнейшая государственная компания China Film Group. Финансовое участие Китая в совместном с Россией проекте не имеет прецедентов в новейшей российской истории. «Тайна Печати дракона» стала седьмым по счёту российским фильмом, который был показан в формате IMAX. Несмотря на самый крупный в истории отечественного кинематографа бюджет, фильм провалился в прокате и получил негативные отклики в прессе.
В 2020 году фильм «BEEF: Русский хип-хоп», продюсером которого выступил Алексей А. Петрухин, одержал победу на кинопремии «Блокбастер», получив номинацию самого кассового документального фильма в истории российского кино.
В 2021 году Петрухин совместно с Марией Тумовой получил приз кинофестиваля «Амурская осень» за лучший сценарий (фильм «Выйти из группы»).
В начале 2022 года Алексей Петрухин поделился, что за последние полтора года он вместе со своей командой занимался делом — был разработан пошаговый бизнес-план по открытию собственной онлайн-платформы для показа фильмов и сериалов, а также открытие онлайн-кинотеатра. По словам Алексея, на сегодня ведутся активные переговоры с потенциальными партнёрами. Такое внимание к онлайн-сервисам обусловлено тем, что в последнее время эта сфера показывает все больше потенциала. Учитывая тот факт, что рынок онлайн-платформ в России в целом уже сформирован, Алексей планирует заполучить внимание аудитории благодаря оригинальным и инновационным функциям, которые на данный момент конкуренты предложить не могут.
По сообщениям РИА Новости
"Приговором Дорогомиловского районного суда города Москвы 7 апреля 2025 года Петрухин Алексей Алексеевич признан виновным в совершении преступления, предусмотренного ч. 3 ст. 30, ч. 4 ст. 291.1 УК РФ, ему назначено наказание в виде лишения свободы на срок 4 года, с отбыванием наказания в исправительной колонии строгого режима, его взяли под стражу в зале суда.
Фонд кино в 2020 году подавал к нему иск на 222 миллиона рублей всвязи с невозвратом средств выделенных на фильм "Тайна печати драконов", и иск на сумму около 100 миллионов за третью часть франшизы "Путешествие в Индию" ("Вий-3"), которая задержалась с выходом.

## Театр
В 2006 году Алексей Петрухин спродюсировал и выпустил с режиссёром Владимиром Мирзоевым спектакль «Акакий А. Башмачкин» по мотивам повести Гоголя «Шинель». Спектакль шёл один сезон на сцене театра им. Моссовета, права на него были куплены ТВ-каналом «Культура». Впоследствии он был экранизирован и показан на канале «Культура».
На сцене театра им. Вахтангова идёт пьеса нобелевского лауреата Гарольда Пинтера «Предательство» с Максимом Сухановым, Андреем Мерзликиным и Анной Чуриной в главных ролях.
В настоящее время Алексеем Петрухиным готовится постановка «Развод с Мэрилин Монро».

## Фильмография

### Роли в кино
- 2004 — Сматывай удочки! — тело № 2
- 2005 — Мужской сезон: Бархатная революция — Суворовцев
- 2006 — Последний искатель
- 2006 — Сдвиг — Петраковский
- 2011 — Борис Годунов — эпизод
- 2011 — Орден Семи — Герберт Нильс
- 2011 — Бригада: Наследник — Сергеич, авторитет
- 2014 — Вий — Хома Брут
- 2015 — Училка — отец Мачо
- 2018 — Свидетели (новелла «Скрипка)» — Отто
- 2018 — Пришелец — помощник начальника СК
- 2019 — Тайна Печати дракона — Хома Брут
- 2019 — Я не такой. Она не такая — врач

### Режиссёр
- 2011 — Быть или не быть
- 2015 — Училка
- 2019 — Последнее испытание

### Сценарист
- 2005 — Мужской сезон: Бархатная революция
- 2011 — Быть или не быть
- 2015 — Феникс
- 2015 — Училка
- 2016 — Мужской сезон 2. Время гнева
- 2018 — Тайна Печати дракона
- 2018 — Я не такой! Я не такая!
- 2019 — Последнее испытание (фильм)
- 2021 — Два капитана (фильм 2021)
- 2021 — Выйти из группы (совместно с Марией Тумовой)

### Продюсер
- 2004 — Сматывай удочки!
- 2005 — Мужской сезон: Бархатная революция
- 2005 — Ничего не было
- 2006 — Чужая куча
- 2008 — Последний искатель
- 2008 — Снег тает не навсегда
- 2011 — Быть или не быть
- 2012 — Туфельки
- 2014 — Вий
- 2015 — Училка
- 2016 — Брут
- 2017 — Потерянное отражение: Исповедь содержанки
- 2018 — На берегу мечты
- 2018 — Я не такой! Я не такая!
- 2018 — Грецкий орешек
- 2018 — Прощаться не будем
- 2019 — BEEF: Русский хип-хоп
- 2019 — Невиновен
- 2019 — Тайна Печати дракона
- 2019 — Я не такой. Она не такая
- 2021 — Выйти из группы
- 2022 — Два капитана
- 2022 — Путешествие в Индию: На пороге бессмертия
- 2022 — Пятеро на каникулах

## Арест и суд
17 октября 2023 года отправлен судом под домашний арест по обвинению в даче взятки в особо крупном размере. Затем меру пресечения неоднократно продлевали. В апреле 2024 года статью переквалифицировали на посредничество во взяточничестве. 7 апреля 2025 года признан виновным Дорогомиловским судом Москвы в совершении преступления, предусмотренного ч. 3 ст. 30, ч. 4 ст. 291.1 УК РФ (покушении на посредничество во взяточничестве), ему назначено наказание в виде лишения свободы на срок 4 года с отбыванием наказания в исправительной колонии строгого режима со штрафом.